# Ааронов жезл

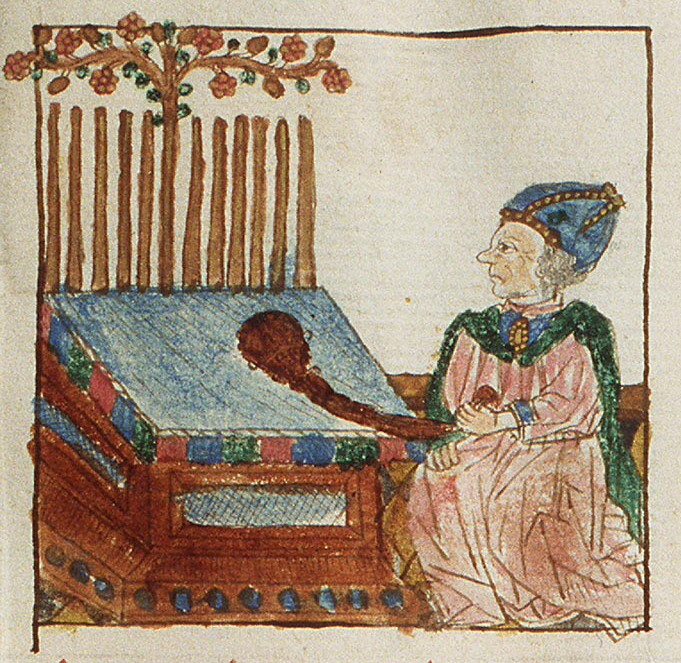
Аарон с расцветшим жезлом (миниатюра из «Speculum humanae salvationis», 1450 год)

Ааро́нов жезл — одна из священных принадлежностей Скинии. Во время странствования в пустыне некоторые колена, недовольные избранием Левиина колена на служение Богу, заявляли притязание на такую же привилегию (Чис. 16:3). Чтобы окончательно разрешить спор, решено было прибегнуть к «суду Божию», и жезлы всех начальников колен были положены на ночь в Скинию. Поутру оказалось, что среди них жезл Аарона дал ростки и расцвёл миндальным деревом, что и послужило доказательством богоизбранности левитов в их священном назначении (Чис. 17:1—8). Сам Бог повелел Моисею опять положить жезл перед ковчегом откровения (Чис. 17:10). В память этого события жезл Аарона оставлен был в Скинии, где он хранился как священная реликвия, перед Ковчегом Завета.
Жезл Ааронов упомянут и в Новом завете в Послании к евреям (гл. 9, стих 4).
Библейское повествование о неоплодотворённом плодоношении стало причиной того, что в Средние века миндаль воспринимался как символ девственной чистоты.

## В христианстве
Рассказ святого Иеронима об избрании Иосифа Обручника из числа претендентов на руку Девы Марии аналогичным жребием с расцветшим жезлом является переработкой библейского рассказа.
В христианской экзегетике чудесно процветший Ааронов жезл считается символом Богородицы и в этом качестве часто встречается в иконографии, в миниатюрах, монументальной живописи, иконах (иконография Богородицы), являясь атрибутом как Аарона, так и Иосифа.
В эфиопском тексте XIV века «Кебра Негаст» Ааронов жезл разбит на три части и, вероятно, является символом Троицы:
«Жезл Аарона, выросший после того, как засох, хотя никто не поливал его водой, сломался в двух местах и стал тремя жезлами».
Упоминается также в христианской гимнографии.